# Силезийски войни
Силезийски войни (на немски: Schlesische Kriege, на английски: Silesian wars) се наричат военните конфликти между Кралство Прусия (управлявано от Фридрих ІІ Велики) и Хабсбургската монархия (начело с Мария Терезия) за богатата област Силезия. Те продължават от 1740 до 1763 г. и завършват с победи на Прусия и с потвърждаване на нейната власт над Силезия. Този сблъсък се счита за един от определящите за международните отношения през ХVІІІ в.

## Първа силезийска война (1740 – 1742)
Първата силезийска война е решена в битките при Молвиц и Хотузиц и е част от Войната за австрийското наследство. Завършва с мирните договори от Бреслау (столицата на областта) и Берлин, които поделят Силезия: 90% за Прусия, докато най-южните части (Тешинска Селезия) остават за Австрия. Прусия поема част от австрийските дългове и обещава да не подновява участието си във Войната за австрийското наследство.
Фридрих ІІ не удържа на думата си и отново се включва в европейския конфликт чрез Втората силезийска война.

## Втора силезийска война (1744 – 1745)
Втората силезийска война е започната от Фридрих ІІ с превантивни цели. Той побеждава при Хоенфридберг, Зоор, Хенерсдорф и Кеселдорф, но надмощието на Прусия не е така очевидно. Тя постига главната си цел да запази Силезия в старите граници (мирен договор в Дрезден).

## Трета силезийска война (1756 – 1763)
Трета силезийска война се нарича ожесточеният опит на Австрия и Русия, подкрепени от Франция, не само да върнат Силезия под австрийска власт, но и да сломят малкото пруско кралство. Това се случва в рамките на Седемгодишната война от 1756 до 1763 г. За тези седем години се разиграват най-малко десет значителни сражения, повечето изгубени от прусаците, които водят до окупация на Берлин и критично положение за Прусия. Тя е спасена благодарение на „чудото на Бранденбург“, когато новият руски цар Петър ІІІ (почитател на Фридрих) прекратява военните действия и оставя Австрия сама. Мирът от Хубертусбург за втори път потвърждава старите граници.